# NGC 248
NGC 248 è una nebulosa a emissione situata nella costellazione del Tucano.

## Descrizione
NGC 248 è situata all'incirca alla stessa distanza dalla Terra della Piccola Nube di Magellano, vale a dire 199.000 anni luce. Nella stessa regione di cielo sono presenti numerose altre nebulose a emissione.

NGC 248 ripresa dal telescopio spaziale Hubble.

## Scoperta
La nebulosa NGC 248 è stata scoperta l'11 aprile 1834 dall'astronomo britannico John Herschel.